# Haloarcula quadrata
Haloarcula quadrata es una especie de arquea roja descubierta en un estanque de salmuera en la Península del Sinaí de Egipto. Fue una de las primeras cepas de procariotas cuyas células tienen forma de caja plana.

## Morfología y metabolismo
Las células se mueven mediante flagelos únicos o múltiples, pero carecen de vacuolas de gas. Las especies del género Haloarcula son gram negativas y halófilas extremas, y pueden usar varias fuentes de carbono.